# أرماند ميرشنت
أرماند ميرشنت هو متزحلق جبال الألب بلجيكي، ولد في 14 ديسمبر 1997.

## وصلات خارجية
- أرماند ميرشنت على موقع الاتحاد الدولي للتزلج (التزلج على المنحدرات الثلجية) (الإنجليزية)
- أرماند ميرشنت على موقع اللجنة الأولمبية الدولية (الإنجليزية)
- أرماند ميرشنت على موقع أوليمبيديا (الإنجليزية)
- أرماند ميرشنت على موقع اللجنة الأولمبية البلجيكية (الهولندية)